# Mergel
 Der er for få eller ingen kildehenvisninger i denne artikel, hvilket er et problem. Du kan hjælpe ved at angive troværdige kilder til de påstande, som fremføres i artiklen.

Mergel er en lertype, som indeholder mindst 10 % kalk[kilde mangler]. I Danmark, hvor isen har flyttet grundigt rundt på lagene i undergrunden, er moræneler ofte blevet blandet med det underliggende kridt. På den måde er mange mergelforekomster opstået.
Førhen gravede man mergel overalt i landet. Arbejdet gik i gang umiddelbart efter høsten og fortsatte, indtil frosten satte en stopper for arbejdet. Den våde, klumpede mergel blev fordelt bedst muligt på jorden, så frosten kunne skørne den, og i foråret blev knoldene slået i stykker og harvet ned. 
Hensigten var at tilføre jorden kalk, for erfaringen viste, at kalk gav et forøget udbytte. Virkningen skyldes, at calcium-ionerne skubber andre metalioner (og andre positive ioner) af overfladen på ler- og humuskolloider. De frigjorte kalium-, magnesium- og ammonium-ioner virker som gødning, så længe de er tilgængelige i jordvandet.
Imidlertid er beholdningen af gødningsstoffer på kolloidernes overflade ikke uendeligt stor, så virkningen fortager sig efter en årrække. Deraf kom udtrykket:
Faderen mergler, og sønnen sulter
Brugen af mergel spillede en stor rolle ved opdyrkningen af den jyske hede. Hedejord er kendetegnet ved lav pH, så ved at tilføre kalk i form af mergel kunne man opnå højere pH.